# 諾布爾醫院
諾布爾醫院是一家位於曼島的醫院。它是曼島僅有的兩家醫院之一，截至2021年4月1日，由曼島護理運營；以前由衛生和社會保健部管理。

## 歷史
1947年諾布爾醫院有床位137張，平均入住病人122人。1951 年，由已故托馬斯·庫本(Thomas Cubbon)的遺產資助，為慢性病患者開設的庫本翼樓(Cubbon Wing)建成。1953年，新建了一個護士之家。到1955年底，有279名患者在等待入院。
諾布爾醫院於2003年從其先前位於威斯特摩爾路的位置搬遷到在曼島主要城鎮道格拉斯郊區的綠地上建造的新建築。
2022年10月，廷瓦爾德撥款1830萬英鎊用於減少骨科、普通外科和眼科的等待時間。已經為膝關節和髖關節、內視鏡檢查和白內障手術提供了資金。